# Víctor Serge
Víctor Lvóvich Kibálchich  (Bruselas, 30 de diciembre de 1890-Ciudad de México, 17 de noviembre de 1947), conocido como Víctor Serge, fue socialista, revolucionario, fecundo escritor y activo participante del proceso revolucionario ruso a partir de su llegada a Petrogrado, en febrero de 1919, trabajando en el recién fundado Comintern como periodista, editor y traductor. Crítico abierto del estalinismo, fue obligado a abandonar la Unión Soviética huyendo de la represión y, como tantos otros revolucionarios, falleció en el exilio mexicano.

## Primeros años y vida política
Serge nació en Bruselas, en el seno de una familia ruso-polaca de naródniks. El padre, Lev Kibálchich, oficial de la Guardia Imperial, fue miembro del grupo Tierra y Libertad y estaba lejanamente emparentado con Nikolái Kibálchich, del grupo Voluntad del Pueblo. Luego del arresto de Nikolái Kibálchich tras el atentado que acabó con la vida de Alejandro II en 1881, el padre de Serge abandonó el país, tomando un empleo como profesor en el Instituto de Anatomía de Bruselas.
La familia se desplazó a Francia, donde se involucraron con el colectivo de inmigrantes rusos más politizados y opuestos al zarismo y allí nació Serge en 1890. Serge trabajó como aprendiz de fotógrafo en París y después como diseñador. En esa época leyó mucho, siendo especialmente influenciado por las teorías políticas de Piotr Lavrov.
Su larga trayectoria militante empezó a los quince años en la Joven Guardia Socialista de Ixelles, barrio obrero de la capital belga, y prosiguió en las filas libertarias tras la lectura del folleto de Kropotkin A los jóvenes. Todavía adolescente, viajó a París, donde entró en contacto con ilegalistas radicales que pregonaban la guerra a muerte contra la sociedad. No compartía su estrategia, pero sí su indignación y quedó atrapado en hechos sangrientos.

Su primer artículo fue escrito en septiembre de 1908. Bajo el pseudónimo de “Le Rétif” (“El Agitador”) escribió numerosos artículos para Le Révolté y, a inicios de 1909, para L’Anarchie. Ejerció como sustentador teórico del anarquismo individualista y del ilegalismo, chocando con las posiciones del editor de L'Anarchie, André Roulot (“Lorulot”), favorable a una retórica menos inflamada. En 1910, tras una escisión en L'Anarchie, Lorulot abandonó la publicación y Serge fue nombrado nuevo editor del periódico.

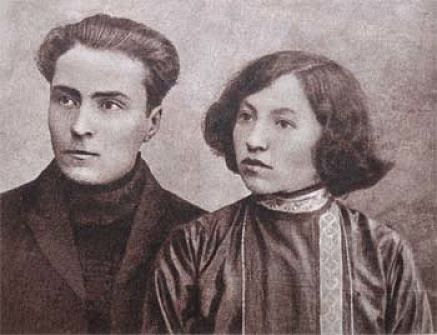
Víctor Serge con su pareja Rirette Maitrejean

En febrero de 1913, sería juzgado, junto con su pareja Rirette Maitrejean, por su implicación en los actos delictivos de la "Banda de Jules Bonnot", en calidad de instigador, bajo el pseudónimo de Valentín. Se niega a declararse inocente y rehúsa denunciar a sus camaradas, siendo condenado a cinco años de prisión en condiciones de aislamiento. Varios de sus camaradas fueron ejecutados.

## Viaje a Rusia y adhesión a la Revolución
Serge se hallaba en prisión cuando comenzó la Primera Guerra Mundial. Preveía que la guerra europea a gran escala podría llevar a Rusia por el camino de una revolución triunfante: “Los revolucionarios sabían de sobra que el Imperio autocrático, con sus verdugos, sus pogromos, sus galas recargadas, sus hambrunas, sus prisiones siberianas y su iniquidad ancestral, nunca podría sobrevivir a la guerra”.
En septiembre de 1914 se encontraba en la prisión de la isla del río Sena, a veinticinco millas de la primera batalla del Marne. La población local, sospechando una derrota francesa, comienza a huir, y durante algún tiempo Serge y otros habitantes quedan prisioneros de los alemanes. Después de su liberación, en 1915, se fue a vivir a Barcelona, vinculándose con la militancia libertaria y revolucionaria de la CNT, el poderoso sindicato anarcosindicalista. Allí colaboró con el periódico Tierra y Libertad, firmando sus artículos con el seudónimo Víctor Serge. Volvió posteriormente a Francia hasta que, tras la caída de Nicolás II en febrero de 1917 en Rusia, intentó viajar a Rusia para adherirse a la revolución en marcha. Sin embargo, fue detenido y mantenido preso sin cargos en Francia hasta que en 1918 la Cruz Roja Danesa intervino y organizó el cambio de Serge y otros revolucionarios por el agente secreto británico Bruce Lockhart y otros antibolcheviques que habían sido detenidos en Rusia.
Así, cuando Serge llegó a Rusia en 1919, se adhirió a los bolcheviques. Trabajó durante un tiempo con Máximo Gorki, en la editorial de la "Literatura Universal". Luego fue empleado por Grigori Zinóviev, que había sido elegido presidente ejecutivo de la Tercera Internacional. El amplio conocimiento de idiomas de Serge lo capacitaba para hacerse cargo de la edición de publicaciones de la nueva organización.
A pesar de ser gran admirador de Lenin y de la revolución, Víctor Serge no ahorró críticas a los aspectos que pensaba que debían ser criticados de la actuación del Gobierno soviético. Junto a Emma Goldman y Alexander Berkman, se quejó -aunque justificó la represión- por la forma como el Ejército Rojo encarceló a los marineros implicados en la Rebelión de Kronstadt de 1921, dirigiendo sus quejas a Félix Dzerzhinsky como organizador de la Cheka.
En 1923, Serge se incorporó a la Oposición de Izquierda, liderada por León Trotski. Crítico abierto del camino dictatorial marcado por Iósif Stalin como nuevo gobernante del país, se le considera el primer autor en describir el Gobierno soviético posterior a Lenin como “totalitario”.
En 1925 escribió Lo que todo revolucionario debe saber sobre la represión, verdadero tratado sobre el funcionamiento de la Okhrana, policía política zarista, después de haber buceado en la documentación y estudiado los métodos de la política contra-insurgente del gobierno autocrático. El libro es considerado un clásico en la historia de la teoría de redes sociales.

## Represión estalinista
En 1928, con Trotski ya apartado definitivamente del poder en la URSS, Serge fue finalmente expulsado del Partido Comunista de la Unión Soviética e inhabilitado para trabajar para la administración del régimen comunista. En los años siguientes, escribió El Año I de la Revolución rusa (1930), Hombres en prisión (1930) y El nacimiento de nuestro poder (1931), además de traducir al francés las Memorias de Vera Figner; no obstante todas esas obras fueron prohibidas en la Unión Soviética y publicadas en Francia y España.
Fue detenido y llevado a prisión en 1933. La mayor parte de la Oposición de Izquierda terminó siendo eliminada en la represión política organizada por el régimen de Stalin, y de hecho la policía secreta estalinista (GPU) obtuvo una confesión de su cuñada, Anita Russakova, declarando que ella y Serge habían estado involucrados en una conspiración bajo la dirección de Trotski para derrocar al gobierno soviético. Se organizaron protestas contra su encarcelamiento en diversas Conferencias Internacionales y varios grupos marxistas de Francia, Bélgica, y España, promovieron pedidos para su liberación, por lo cual las presiones llevaron a que en 1936 Stalin declarara estar considerando la puesta en libertad de Serge. 
La intervención especial de Émile Vandervelde, veterano socialista belga integrado en el Gobierno de ese país, consiguió que Serge obtuviera un visado para vivir en Bélgica y con ello pudo salir de la URSS. Sus parientes no fueron tan afortunados: ya empezada la Gran Purga de Stalin, la hermana, la suegra, la cuñada y dos de sus cuñados murieron en las prisiones soviéticas.

## Exilio y muerte

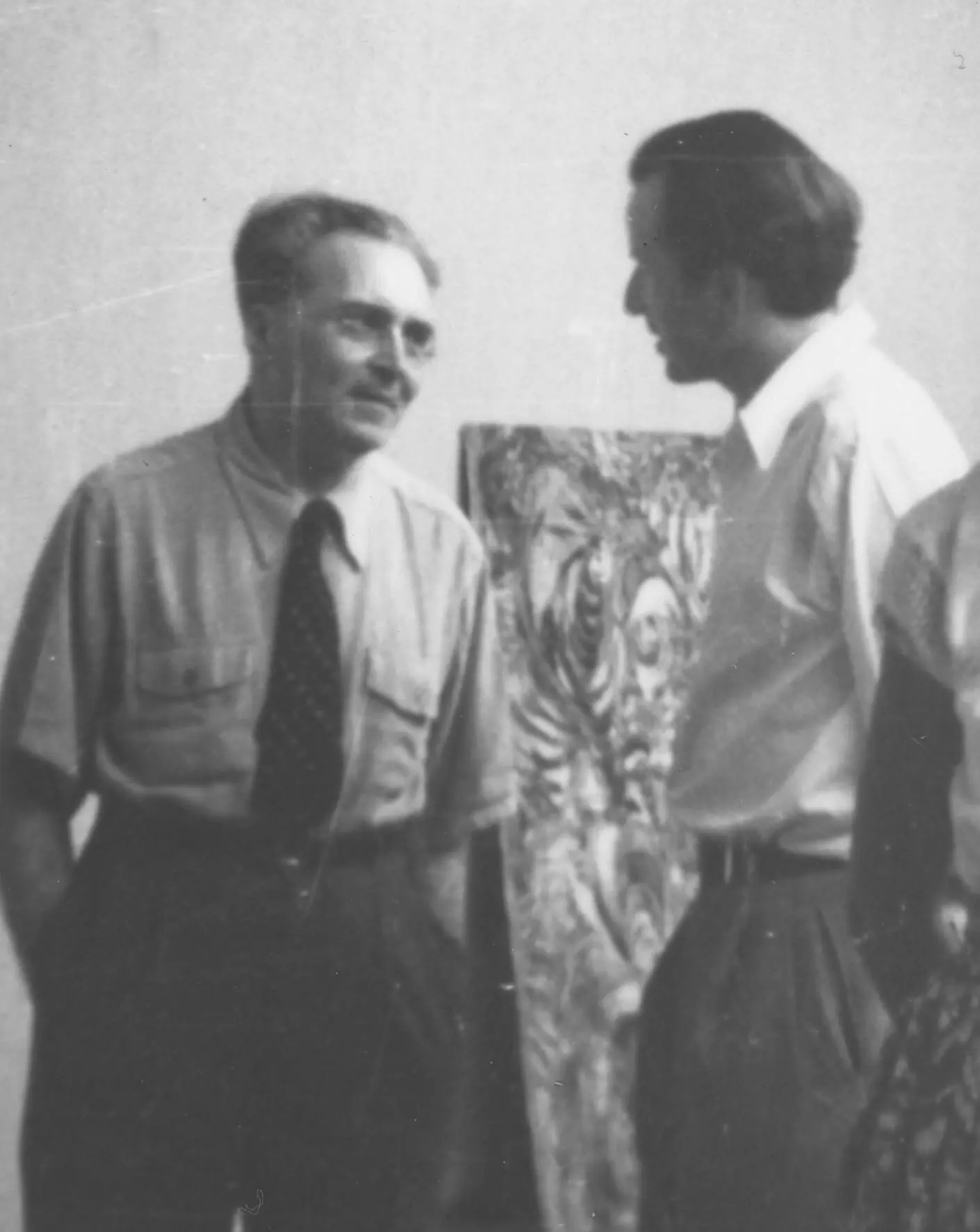
Víctor Serge en México en el estudio de Wolfgang Paalen hacia comienzos de la década de 1940

A su llegada a Bélgica en 1936, Serge publicó dos libros sobre la Revolución rusa y su degeneración: De Lenin a Stalin (1937) y Destino de una Revolución (1937). Publicó varias novelas y una obra poética, Resistencia (1938), sobre sus experiencias en Rusia.
Cuando Francia fue invadida por Alemania en mayo de 1940, Serge, junto a su hijo Vlady Kibálchich, consiguió huir a México en 1941. Su pareja, Laurette Séjourné (1914-2003), llega a México en 1942 y ambos se casan en territorio mexicano. Su autobiografía, Memorias de un revolucionario, fue publicada en los Estados Unidos en 1945. 
En 1947, poco antes de morir, Serge escribió Treinta años después de la Revolución rusa, obra considerada como su testamento político. En él mantiene sus convicciones revolucionarias y marxistas, al tiempo que reconoce errores cometidos por el Partido Bolchevique que, junto a las duras condiciones enfrentadas debido al asedio capitalista, la derrota de las expectativas revolucionarias en Europa y los precedentes de revoluciones masacradas, pretenden explicar la deriva hacia el totalitarismo ocurrida en el régimen estalinista. Serge exculpa explícitamente a Lenin de la deriva dictatorial de la URSS y no duda en apoyar sus ideas y experiencias, así como al propio partido bolchevique, aunque afirmaba que en el futuro las luchas anticapitalistas ""deberían asumir nuevas formas".
La salud de Serge se fue deteriorando a consecuencia de sus períodos en prisión en Francia y en Rusia. Continuó escribiendo hasta su muerte en Ciudad de México el 17 de noviembre de 1947, por un ataque cardíaco. Está enterrado en el Panteón Francés de la ciudad, pero como ciudadano español, siguiendo la voluntad de su hijo, ya que no podía ser enterrado como apátrida . 

## Obras de Víctor Serge en español
- Lo que todo revolucionario debe saber sobre la represión (1925). Ver versión en castellano en PDF.
- El año I de la Revolución Rusa (1930). Madrid, Siglo XXI, 1972.
- Los hombres en la cárcel. Madrid, Cenit, 1930. Traducción de Manuel Pumarega. Con prólogo de Panaït Istrati.
- El nacimiento de nuestra fuerza. Madrid, Hoy, 1931. Traducción de Manuel Pumarega.
- Ciudad conquistada (1932). Barcelona, Página Indómita, 2017.
- La verdadera personalidad de Lenin (1937).
- Memorias de mundos desaparecidos (1901-1941), México, Siglo XXI, 2002 (traducción de Memoires d'un révolutionnaire, 1901-1941, de 1951).
- El caso Tuláyev, México, Colección Las Islas Afortunadas. Dirigida por Álvaro Mutis. Ediciones Equilibrista, 1992. Traductor: David Huerta; ISBN 968-6285-63-6; Madrid, Capitán Swing, 2013.
- Literatura y Revolución, Madrid, Júcar, Colección Biblioteca Júcar, 1978.
- Medianoche en el siglo, Madrid, Ayuso, Colección Libros Hiperion, 1976.
- Resistencia. Una hoguera en el desierto, Toledo, El Perro Malo, 2017. Traducción de Luis Martínez de Merlo.

## Obra disponible en inglés

### Ficción
- The Long Dusk (1946) traductor: Ralph Manheim; New York : The Dial Press. Traducción de Les dernier temps, Montreal 1946
- El Caso Tulayev (1951) Madrid, Capitán Swing, 2013.
- Birth of our Power (1967) traductor: Richard Greeman; New York : Doubleday. Traducción de Naissance de notre force, París 1931
- Men in Prison (1969) Traductor: Richard Greeman; Garden City, NY: Doubleday. Traducción de Les hommes dans le prison, París 1930
- Conquered City (1975) Traductor: Richard Greeman; Garden City, NY: Doubleday. Traducción de: Ville conquise, París 1932
- Midnight in the Century (1982) Traductor: Richard Greeman; Londres : Readers and Writers. Traducción de S'il est minuit dans le siècle, París 1939
- The Unforgiving Years (2008) Traductor: Richard Greeman; New York : New York Review of Books Classics. Traducción de Les Années sans pardon, París 1971

### Poemas
- Resistance (1989) Traductor: James Brooks; San Francisco: City Lights. Traducción de Résistance, París 1938

### No ficción: libros
- From Lenin to Stalin (1937) Traductor: Ralph Manheim; New York: Pioneer Publishers. Traducción de De Lénine à Staline, París 1937
- Russia Twenty Years After (1937) Traductor: Max Shachtman; New York: Pioneer Publishers. Traducción de Destin d'une révolution, París 1937. También publicado como Destiny of a Revolution
- Memorias de un revolucionario. Madrid, Traficantes de sueños. https://traficantes.net/sites/default/files/pdfs/his_23_memorias_web_baja.pdf por parte de la editorial
- Year One of the Russian Revolution (1972) Traductor: Peter Sedgwick; Londres: Allen Lane. Traducción de L'An 1 de la révolution russe, París 1930
- The Life and Death of Leon Trotsky (1973) (con Natalia Sedova) Traductor: Arnold S. Pomerans; Garden City, NY: Doubleday. Traducción de: Vie et mort de Leon Trotsky, París 1951
- What Everyone Should Know About State Repression (1979) Traductor: Judith White; Londres: New Park Publications. Traducción de Les Coulisses d'une Sûreté générale. Ce que tout révolutionnaire devrait savour sur la répression, París 1926

### No ficción: colecciones de ensayos y artículos
- The Century of the Unexpected – Essays on Revolution and Counter-Revolution (1994) Editor: Al Richardson; capítulo especial de Revolutionary History, Vol.5 N.º 3
- The Serge-Trotsky Papers (1994) Editor: D.J. Cotterill; Londres: Pluto
- Revolution in Danger – Writings from Russia 1919-20 (1997) Traductor: Ian Birchall; Londres: Redwords
- The Ideas of Victor Serge: A Life as a Work of Art (1997), Ed. Susan Weissman, Londres: Merlin Press
- Witness to the German Revolution (2000) Traductor: Ian Birchall; Londres: Redwords
- Collected Writings on Literature and Revolution (2004) Traductor y editor: Al Richardson; Londres: Francis Boutle

### No ficción: panfletos
- Kronstadt '21 (1975) Traductor: s/n; London: Solidarity

Fuentes: British Library Catalogue and Catalog of the Library of Congress.

## Obras sobre Víctor Serge
- O marxismo dissidente de Victor Serge. David Renton. Prefacio a la obra O ano I da Revolução Russa, publicada en 2007 in Boitempo Editorial.